# Кайхосро II Джакелі
Кайхосро II Джакелі (груз. ქაიხოსრო II ჯაყელი; 13 лютого 1523 — 29 вересня 1573) — атабег Самцхе (Месхетії) у 1545—1573 роках.

## Життєпис
Другий син Кваркваре III, атабега Самцхе, і княгині Анни Шаліскашвілі. Народився 1522 року. У 1535 році батько зазнав поразки від імерето-картлійського війська, потрапивши у полон, а старший брат Кайхосро — Мзечабук — загинув. Сам Кайхосро втік до Османської імперії. 1536 рокуосманське військо вдерлося до Самцхе задля відновлення роду Джакелі у владі, але лише сплюндрувало місцину.
Брав участь у другої війні Османської імперії з Персією. У 1541 році спроба відвобвати Самцхе виявилася марною. 1543 року османські війська зазнали нової поразки в битві при Олту (відома як битві біля  Карачаху) від Баграта III, царя Імеретії. 1545 року спільно з родичем Отаром Шалісшашвілі зумів відвоювати Самцхе в імеретинських залог, а потім Кайхосро II відзначився у битві біля Басіані 9відома також як битві при Сохойсте), де Баграт III зазнав поразки. 1546 року зумів відбити напад останнього.
Разом з тим атабег намагався здобути повну незалежнність, маневруючи між Османською імперією і Персією. 1547 року спільно з Луарсабом I, царя Картлі, й Леваном, царем Кахетії, здійснив похід до південного Азербайджану, де захопив численну здобич. 1548 року з огляду на успіхи шаха Тахмаспа I проти царя Картлі визнав зверхність останнього, передавши до шахського гарему доньку Отара Шаліскашвілі.
1549 року проти атабега виступив Луарсаб I, який став плюндрувати Самцхе. 1550 року допоміг мегрельському мтаварі Левану Дадіані втекли з імеретинського полону. Того ж року османські війська захопили князівство Тао, а 1553 року — область Артануджі. Усі ці землі було приєднано до Ерзурумського еялету. До 1555 року спільно з персами воював проти османів, але втратив область Кларджеті. За умовами Амасинського миру Кайхосро II став васалом Персії, але не зміг повернути собі втрачені землі.
У 1570 році руши до шахського вдору в Казвіні, де переконував надати війська для відвобваннян Тао і Кларджеті. Зрештою здобув схвалення свого наміру. Але помер 1573 року на зворотньому шляху до себе. Йому спадкував старший син Кваркваре IV.

## Родина
Дружина — Дедісмеді з роду Мухрані
Діти:
- Мзетчабук (1550—1572)
- Кваркваре (1554—1581), атабег Самцхе
- Манучар (1557—1614). атабег Самцхе
- Тамар (1561—після 1592), дружина: 1) таваді Кайхосро Оравджандашвілі; 2) Вахтанга I, мтаварі Гурії; 3) Манучара I, мтаварі Мегрелії
- Твалчвенія (д/н—1579/1583)
- Іване (1563 - 1575)
- Бека (1564—1635), паша Чилдира
- Василь (1564—1579), чернець
- Олена